# Лангуры
Лангуры, или тонкотелы (лат. Presbytis) — род обезьян из семейства Мартышковые, состоит из 11—15 видов. В Индии при каждом храме обитают храмовые обезьяны — лангуры. Лангуры питаются листьями. Обычно они не нападают на людей, если к ним не подходить и их не дразнить. Обычно лангуры, также называемые учёными тонкотелыми обезьянами, образуют стаи из 50—60 особей.
Название «лангур» происходит от слова «lungoor», означающего на языке хинди «длиннохвостый». Этот термин, строго говоря, следует употреблять только для обозначения лангура ханумана (Presbytis entellus), который распространён повсеместно в Индостане — от заснеженных областей Кашмира и Непала до Шри-Ланки.
Лангуры хануманы почитаются и оберегаются индийцами как священные животные.
В строении пищеварительного тракта у листоядных обезьян много общего со жвачными животными, такими как, например, корова. Их трёхкамерный желудок способен переваривать большие количества зрелых листьев.
Отсутствуют защёчные мешки.

## Особенности поведения
Из-за того, что лангуры привередливы, а подобрать пищу, к которой они привыкли, или найти ей замену почти невозможно, они редко встречаются в зоопарках и известны гораздо меньше своих всеядных сородичей.
В тропических лесах лангуры постоянно находят себе пищу, и им нет нужды совершать набеги на сады и поля.
Лангуры живут группами примерно из 20 особей: около четырёх взрослых самцов, восьми самок и свыше десятка детёнышей.

## Потомство
Новорожденный детёныш сразу же попадает в объятия матери, которая осматривает его, вылизывает и приглаживает. Затем мать передаёт детёныша другой взрослой самке, которая аналогично осматривает, облизывает и обнюхивает его. Если детёныш начинает плачем выражать протест, то переходит в следующие руки. Так в первый же день с малышом нянчатся 7—8 посторонних самок.
Контраст между тёмной шёрсткой новорожденного и светлым мехом матери, вероятно, служит своеобразным сигналом, который побуждает самку опекать и защищать младенца. Эта система имеет большое адаптивное значение, поскольку самка, прежде чем стать матерью, приобретает некоторые навыки в обращении с детёнышами.

## Виды
- Золотой лангур
- Суматранский лангур (Presbytis melalophos)[2]
- Полосатый лангур (Presbytis femoralis)
- Presbytis chrysomelas
- Presbytis siamensis
- Гололобый лангур (Presbytis frontata)
- Сероватый лангур (Presbytis comata)
- Presbytis thomasi
- Presbytis hosei
- Красный лангур (Presbytis rubicunda)
- Ментавайский лангур (Presbytis potenziani)
- Presbytis natunae
- Presbytis bicolor
- Presbytis sumatrana
- Presbytis mitrata
- Presbytis robinsoni
- Presbytis percura
- Presbytis sabana
- Presbytis canicrus
- Presbytis siberu